# Oasis (Star Trek)
Oasis is de negentiende aflevering van de serie Star Trek: Enterprise van 97 in totaal. 

## Verloop van de aflevering in hoofdlijnen
Kapitein Jonathan Archer van de USS Enterprise wil bij een handelaar reserve-onderdelen voor het schip kopen. De handelaar geeft hem coördinaten van een schipwrak dat hij eerder had gevonden. Echter schijnt het schip te spoken. Later daalt een groepje van de Enterprise af, waar blijkt dat het schip niet spookt, maar wordt bewoond door een groep gestrande kolonisten.
Uiteindelijk blijkt hun verhaal (ze zeiden dat ze werden aangevallen en crashten) niet te kloppen. Na tegengewerkt te worden geeft de "leider" van de kolonie, Ezral, toe dat alle kolonisten, op hem en zijn dochter na, hologrammen zijn, die hij heeft gemaakt nadat hij verantwoordelijk was voor de vernietiging van het vrachtschip. Ezral vertelt dat hij hen alleen had gemaakt zodat zijn dochter niet in grote eenzaamheid zal opgroeien. 
Na lang te twijfelen tussen het laten repareren van zijn hologrammen of te vertrekken uit hun leefomgeving, besluit Ezral de benodigde componenten voor de reparatie van de Enterprise te accepteren.

## Achtergrondinformatie
- Rene Auberjonois (Ezral) speelt een grote rol in deze aflevering, maar is bekender van zijn optreden als Odo in Star Trek: Deep Space Nine en Colonel West in Star Trek VI: The Undiscovered Country.

## Acteurs

### Hoofdrollen
- Scott Bakula als kapitein Jonathan Archer
- John Billingsley als dokter Phlox
- Jolene Blalock als overste T'Pol
- Dominic Keating als luitenant Malcolm Reed
- Anthony Montgomery als vaandrig Travis Mayweather
- Linda Park als vaandrig Hoshi Sato
- Connor Trinneer als overste Charles "Trip" Tucker III

### Gastacteurs
- Tom Bergeron als D'Marr
- Annie Wersching als Liana
- Claudette Sutherland als Maya
- Rudolph Willrich als Kuulan

## Speciale gastacteur (Special Guest Star)
- Rene Auberjonois als Ezral

#### Bijrollen die niet in de aftiteling vermeld zijn
- Solomon Burke junior als bemanningslid Billy
- Adam Anello als een bemanningslid van de Enterprise
- Mark Correy als bemanningslid Alex
- Evan English als bemanningslid Tanner
- Stacy Fouche als een bemanningslid van de Enterprise
- Hilde Garcia as Rossi
- Glen Hambly als een bemanningslid van de Enterprise
- John Jurgens als een bemanningslid van de Enterprise
- Martin Ko als een bemanningslid van de Enterprise
- Donald Sage Mackay als Shilat
- Mike Stanosek als Kantare
- Scott Topper als Kantare
- Cynthia Uhrich als een bemanningslid van de Enterprise
- John Wan als een bemanningslid van de Enterprise
- Mark Watson als een bemanningslid van de Enterprise

### Stand-ins
- Marijane Cole als stand-in voor Annie Wersching